# Алексеев, Анатолий Иванович (Герой Советского Союза)
Анато́лий Ива́нович Алексе́ев (16 [29] ноября 1909 года — 27 декабря 1997 года) — советский офицер, в годы Великой Отечественной войны — гвардии капитан, исполняющий обязанности заместителя командира 50-го гвардейского стрелкового полка 15-й гвардейской стрелковой дивизии 37-й армии 3-го Украинского фронта.
Герой Советского Союза (13.09.1944), майор запаса, писатель, журналист.

## Биография
Родился 29 ноября (16 ноября по старому стилю) 1909 года в пос. Сулин Области Войска Донского.
В действующей армии находился с сентября 1941 года. Гвардии капитан А. И. Алексеев вместе с частью 4 апреля 1944 года переправился через р. Днестр в районе Тирасполя (Молдова), вел успешные бои по удержанию плацдарма, неоднократно ходил в тыл врага с разведчиками.
Вся фронтовая жизнь Алексеева связана с разведкой. Сотни раз ходил он в разведку. Был 8 раз ранен, 4 раза контужен, но всегда возвращался в родную часть.
В составе 50-го Гв.сп 15-й гвардейской Харьковско-Пражской стрелковой дивизии ему довелось воевать на Южном, Юго-Западном, Степном, на всех трех Украинских фронтах.
4.4. 1944 году Алексеев А. И. возглавил группу разведчиков, которые переправились через реку Днестр (в районе города Тирасполя). Проникнув на территорию врага, его группа в течение двух суток вела наблюдение за огневыми точками противника. Выбрав удобное для форсирования подразделениями полка место, условно сообщил об этом. По его сигналу полк начал переправу. Противник открыл сильный огонь. Алексеев А. И., уничтожив гранатами расчет противника, повернул пулемет в сторону врага и в течение двух часов отражал наседающего врага, уничтожив 27 гитлеровцев.
За мужество и отвагу, проявленную при форсировании Днестра, Указом Президиума Верховного Совета СССР от 13 сентября 1944 года за образцовое выполнение боевых заданий командования на фронте борьбы с немецко-фашистскими захватчиками и проявленные при этом мужество и героизм гвардии капитану Алексееву Анатолию Ивановичу присвоено звание Героя Советского Союза с вручением ордена Ленина и медали «Золотая Звезда» (№ 5261).
С 1946 года майор Алексеев А. И. в запасе, отставке жил в г. Красный Сулин, вел журналистскую работу.
В 1950 году в Сталинграде, а 1951 году в Ростове была издана его книга «Записки разведчика».
В 1997 году присвоено звание — Почётный гражданин г. Красный Сулин.
На Аллее Героев, г. Красный Сулин установлен его барельеф.
На фасаде здания Гимназии № 1 (ранее СШ № 1) г. Красный Сулин, установлена мемориальная доска Алексееву А. И., в числе пяти Героев Советского Союза, учившихся в СШ № 1.
Мемориальная доска с именами Героев Советского Союза — журналистов — Алексеева А. И. и Калинина Ф. А. установлена на здании бывшей редакции газеты Красносулинская правда (ныне типографии).
Имя А. И. Алексеева носит одна из улиц города.
Умер 27 декабря 1997 года, похоронен на кладбище в п. 50 лет Октября (Красный Сулин).

## Награды
- Медаль «Золотая Звезда» Героя Советского Союза (13.09.1944).
- Орден Ленина.
- Орден Красного Знамени.
- Орден Александра Невского.
- Орден Отечественной войны I степени.
- Орден Отечественной войны II степени.
- Орден Красной Звезды.
- Медали, в том числе:
  - Медаль «За отвагу»
  - Медаль «За победу над Германией в Великой Отечественной войне 1941—1945 гг.»
  - Юбилейная медаль «Двадцать лет Победы в Великой Отечественной войне 1941—1945 гг.»
  - Юбилейная медаль «Тридцать лет Победы в Великой Отечественной войне 1941—1945 гг.»
  - Юбилейная медаль «Сорок лет Победы в Великой Отечественной войне 1941—1945 гг.»

## Память
- На Аллее Героев, г. Красный Сулин установлен его барельеф.
- Мемориальная доска с его именем установлена на здании СШ № 1 (ныне Гимназия № 1) г. Красный Сулин;
- Имя А. И. Алексеева носит одна из улиц[арм.] города.
- Похоронен на кладбище в пос. 50 лет Октября[2], города Красный Сулин.